# Argelia (kommun i Colombia, Cauca, lat 2,27, long -77,25)
Argelia är en kommun i Colombia.   Den ligger i departementet Cauca, i den västra delen av landet, 400 km sydväst om huvudstaden Bogotá. Antalet invånare är 24 538. Arean är 713 kvadratkilometer.
Terrängen i Argelia är mycket bergig.